# Impasse Bonne Nouvelle
Koordinaten: 48° 52′ 14,4″ N, 2° 21′ 2,2″ O

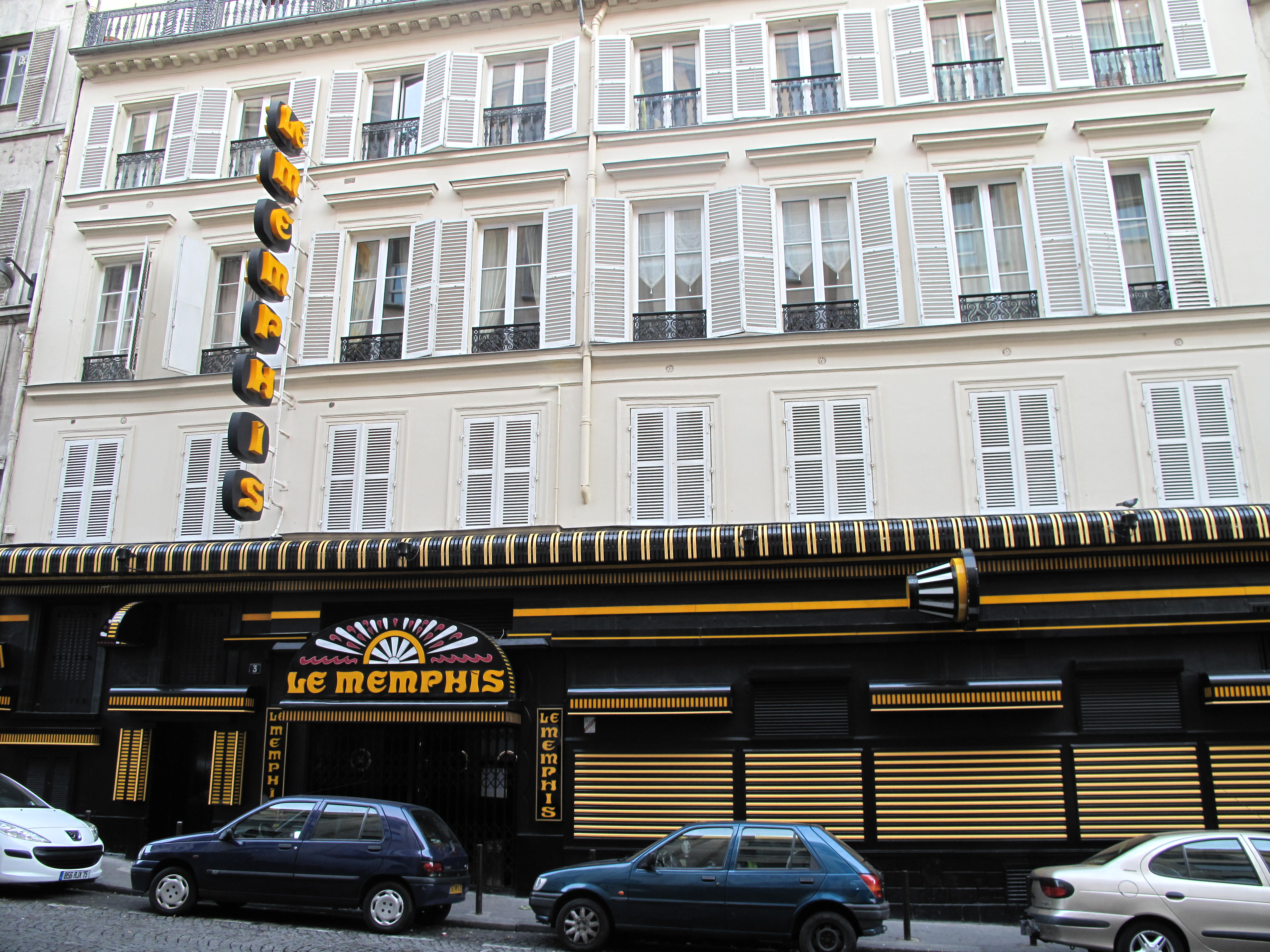
Night Club Le Memphis 3 impasse Bonne Nouvelle

Die Impasse Bonne Nouvelle (franz. Impasse ist dt. Sackgasse) ist eine Straße im Quartier Porte Saint-Denis des 10. Arrondissements in Paris.

## Lage
Die Impasse Bonne Nouvelle beginnt auf der Höhe der Nr. 20–24 des Boulevard de Bonne Nouvelle. Seit 2017 gibt es eine Fußgängerverbindung mit der Rue de l’Échiquier während der Öffnungszeiten durch den Park Yilmaz-Güney.
Die nächstgelegene Metrostation ist Bonne Nouvelle mit den Linien   und .

## Namensursprung
Die Gasse hat ihren Namen von der Kirche Notre-Dame-de-Bonne-Nouvelle und der Nähe zum gleichnamigen Boulevard.

## Geschichte
Diese Straße wurde um 1650 unter dem Namen Cul-de-sac des Filles-Dieu eröffnet und ermöglichte über einen Weg, der entlang dem Hügel der Bastion de Bonne-Nouvelle verläuft und zur Rue du Faubourg-Saint-Denis in der Nähe der Porte Saint-Denis führt, den Zugang zu den Gärtnereien der Couture des Filles-Dieu außerhalb der Stadtmauern. Dieses Ackerland war Eigentum des ehemaligen Klosters der Filles–Dieu, dessen in den 1790er Jahren aufgelöstes Kloster sich innerhalb der Einfriedung auf dem Gelände der heutigen Rue du Caire befand. Nach der Eröffnung des Boulevard de Bonne-Nouvelle in den 1670er Jahren an der Stelle des abgerissenen Walls blieb die Sackgasse mit dieser Straße namens Rue Basse-Saint-Denis verbunden. Diese Straße verläuft entlang des Boulevards, zwei oder drei Meter tiefer, von dem sie durch eine Böschung getrennt ist. Das Kloster der Filles–Dieu wurde in der zweiten Hälfte des 18. Jahrhunderts mit der Schaffung der Rue de l’Échiquier eingeebnet, jedoch erst 2017 wurde ein Zugang geschaffen.
Die Gasse bekam dann eine kurze Zeit den Namen Ruelle Couvreuse.

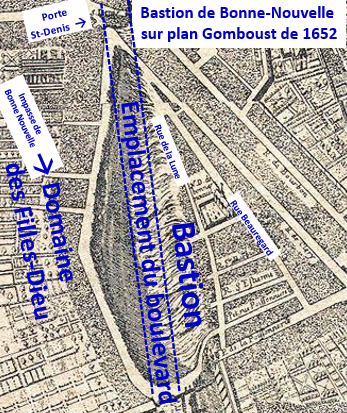
Bastion de Bonne nouvelle auf dem Plan Comboust von 1652
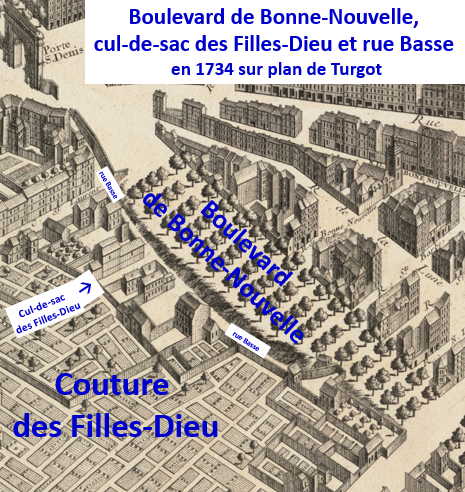
Cul-de-sac des Filles-Dieu (gegenwärtig Impasse de Bonne-Nouvelle) 1734
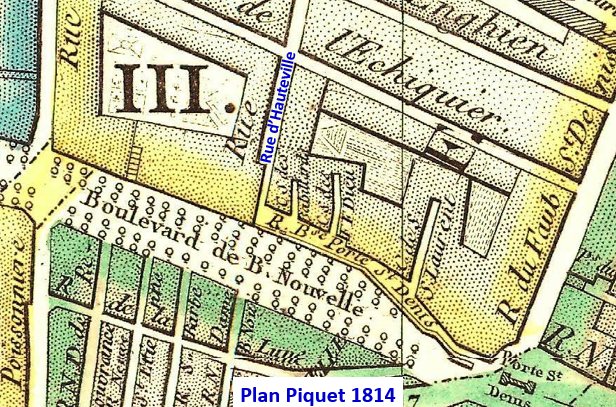
Die Gasse auf dem Plan von Piquet von 1814

Sie wurde mit dem Boulevard verbunden, als die Rue Basse-Saint-Denis 1832 durch Ausbesserungsarbeiten entfernt wurde.
Die Sackgasse wurde Mitte des 19. Jahrhunderts auf der Seite der ungeraden Zahlen durch einen Konzertsaal le Gymnase musical und auf der gegenüberliegenden Seite durch le Grand Café de France begrenzt. Auf dem Gelände der heutigen Postagentur stand von 1837 bis 1899 der Bazar Bonne-Nouvelle der durch einen Brand zerstört und 1900 durch ein Kaufhaus, les Nouvelles galeries de la Ménagère, ersetzt wurde, das 1930 ebenfalls durch einen Brand zerstört wurde. Danach wurde hier das Postamt errichtet.
Die Sackgasse mit einer Breite von 15 Metern und einer Länge von 62 Metern wird auf der linken Seite von Wohngebäuden gesäumt und auf der rechten Seite steht nur das große Postgebäude, das 1957 von den Architekten Joseph Bukiet (1896–1984) und André Gutton (1904–1980) errichtet wurde. Sie ist außergewöhnlich breit, da über sie die Lkws der Post in den rückwärtigen Teil des Gebäudes einfahren.
Im Erdgeschoss und Keller des Hauses Nr. 3 befindet sich der bekannte Night Club Le Memphis.

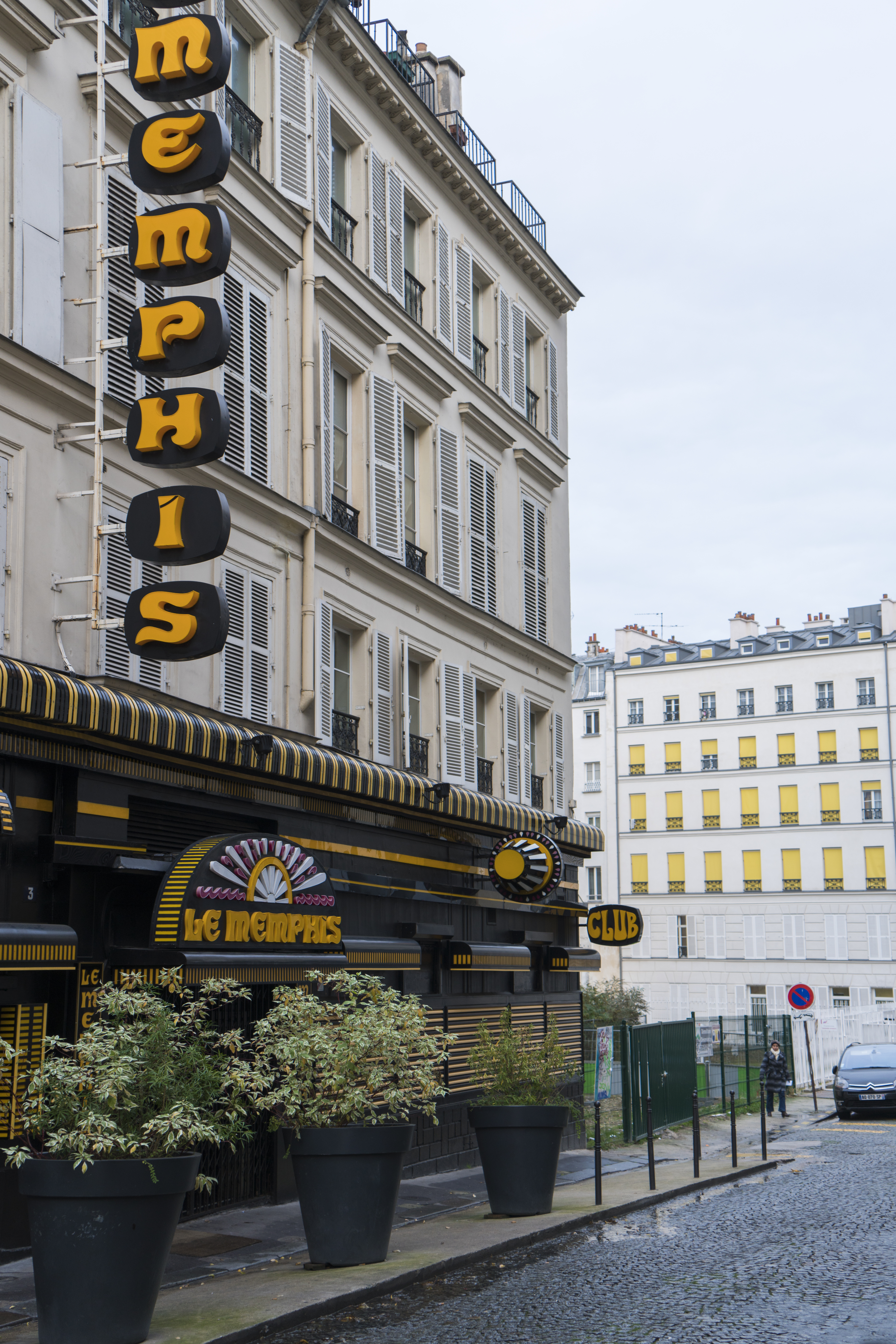
Le Memphis, 3 Impasse Bonne-Nouvelle
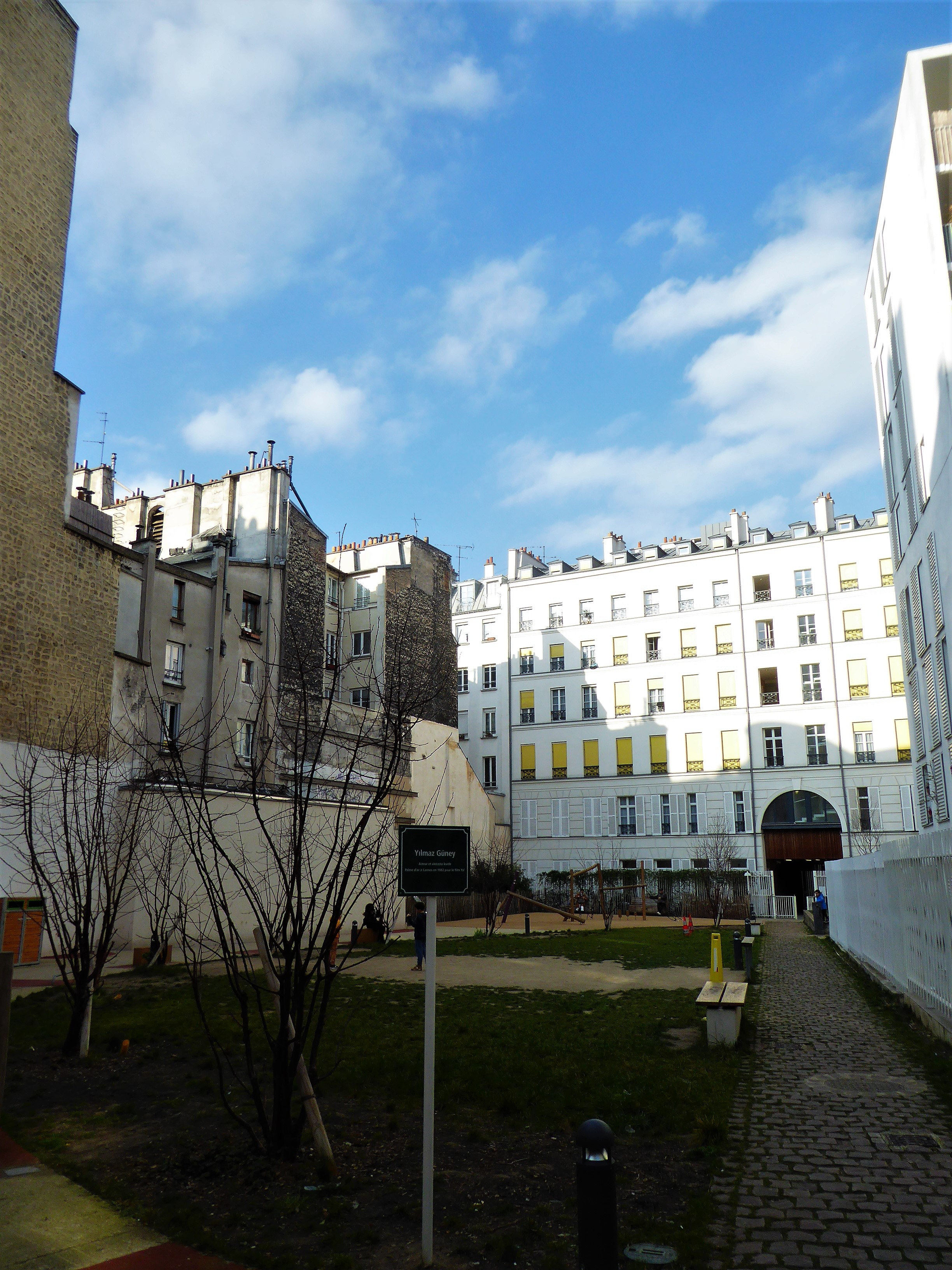
Square Yilmaz-Güney von der Impasse de Bonne Nouvelle gesehen